# Ambo Village
Ambo Village är en ort i Kiribati.   Den ligger i örådet Tarawa och ögruppen Gilbertöarna, i den sydöstra delen av landet, 8 km öster om huvudstaden Tarawa. Ambo Village ligger 13 meter över havet och antalet invånare är 1 688.
Terrängen runt Ambo Village är mycket platt.  Närmaste större samhälle är Tarawa, 7,8 km väster om Ambo Village. 